# Линчбург (Мисисипи)
Линчбург (енгл. Lynchburg) насељено је место без административног статуса у америчкој савезној држави Мисисипи.

## Демографија
По попису из 2010. године број становника је 2.437, што је 522 (-17,6%) становника мање него 2000. године.
| Група             | 2000.         | 2010.         |
| Белци             | 2.724 (92,1%) | 1.846 (75,7%) |
| Афроамериканци    | 59 (2,0%)     | 483 (19,8%)   |
| Азијати           | 31 (1,0%)     | 23 (0,9%)     |
| Хиспаноамериканци | 122 (4,1%)    | 49 (2,0%)     |
| Укупно            | 2.959         | 2.437         |